# Henri Massis
Henry Massis (ur. 21 marca 1886 w Paryżu, zm. 16 kwietnia 1970 tamże) – konserwatywny działacz kulturalny, dziennikarz, pisarz, krytyk literacki, członek Akademii Francuskiej. 

## Życiorys
Po I wojnie światowej aktywnie uczestniczył w debacie politycznej we Francji. Stojąc na stanowisku katolickim, ale jednocześnie zabarwionym wizją wyższości narodów romańskich, przestrzegał nie tylko przed bolszewizmem, ale również przed „germano-slawizmem” (lub nawet „azjatyckim slawizmem”), które – jego zdaniem – ponosiły odpowiedzialność za negatywne wpływy kultur barbarzyńskich (czyli wschodnich) na Europę Zachodnią.
Jest autorem manifestu broniącego interwencji faszystowskich Włoch w Abisynii pt. Manifeste des intellectuels français pour la défense de l’Occident et la paix en Europe (1935), który podpisało kilkuset intelektualistów – tytuł manifestu nawiązywał do książki Massisa Défense de l’Occident, 1927). Choć otwarcie wyrażał swój negatywny stosunek do kultury niemieckiej, został członkiem Rady Narodowej i sekretarzem ds. młodzieży w rządzie Vichy. W 1960 został członkiem Akademii Francuskiej.